# Centrum Operacji Morskich – Dowództwo Komponentu Morskiego

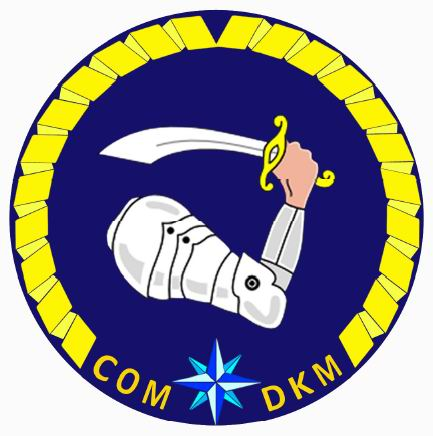
Oznaka rozpoznawcza COM-DKM na mundur wyjściowy (2015).

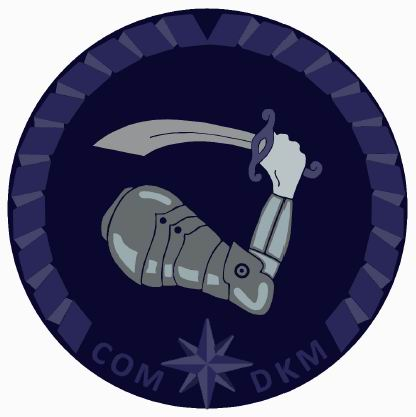
Oznaka rozpoznawcza COM-DKM na mundur polowy (2015).

Centrum Operacji Morskich – Dowództwo Komponentu Morskiego (COM-DKM) – stacjonująca w Gdyni jednostka dowodzenia taktycznego Marynarki Wojennej podległa Dowódcy Operacyjnemu Rodzajów Sił Zbrojnych (DO RSZ). Centrum Operacji Morskich – Dowództwo Komponentu Morskiego odpowiada za planowanie, dowodzenie i koordynację działań wydzielonych sił Marynarki Wojennej, Wojsk Lądowych oraz Sił Powietrznych przewidzianymi do prowadzenia działań na kierunku morskim oraz za pełnienie Dyżurnej Służby Operacyjnej. COM-DKM współpracuje z innymi niż militarne organy państwa w zakresie ratownictwa morskiego, reagowania kryzysowego oraz kontroli żeglugi morskiej.

## Zadania
Do zasadniczych zadań Centrum Operacji Morskich – Dowództwa Komponentu Morskiego należy:
- koordynacja działalności bieżącej sił podległych Dowództwu Generalnemu RSZ oraz Dowództwu Operacyjnemu RSZ realizujących zadania w strefie odpowiedzialności
- dowodzenie wydzielonymi siłami MW na morzu, w powietrzu i na lądzie w czasie wykonywania przez nie zadań
- dowodzenie wydzielonymi siłami Dowództwa Generalnego RSZ w ramach zintegrowanego systemu rozpoznania Sił Zbrojnych
- dowodzenie wydzielonymi siłami Dowództwa Generalnego RSZ biorącymi udział w akcjach ratowniczych w polskiej strefie odpowiedzialności SAR oraz współdziałanie w tym obszarze z Morską Służbą Poszukiwania i Ratownictwa
- kierowanie całokształtem przedsięwzięć planistyczno-organizacyjnych oraz koordynacyjnych związanych z problematyką współdziałania i doradztwa dla żeglugi morskiej
- monitorowanie stanu gotowości sił Marynarki Wojennej podległych Dowódcy Generalnemu RSZ, wydzielonych do stałych i doraźnych zespołów i sił NATO
- nadzorowanie służb Marynarki Wojennej podległych Dowódcy Generalnemu RSZ w zakresie ich gotowości do uruchomienia systemu zarządzania kryzysowego oraz osiągania przez nie gotowości do podjęcia działań
- monitorowanie gotowości pododdziałów i oddziałów sił Marynarki Wojennej podległych Dowódcy Generalnemu RSZ wyznaczonych do udziału w zapobieganiu skutkom klęsk żywiołowych lub ich usuwaniu
- monitorowanie gotowości pododdziałów i oddziałów sił Marynarki Wojennej podległych Dowódcy Generalnemu RSZ wyznaczonych do udziału w zapobieganiu skutkom klęsk żywiołowych lub ich usuwaniu
- koordynacja Systemu Wykrywania Skażeń (SWS) w stosunku do wszystkich elementów tego systemu zlokalizowanych w strefie odpowiedzialności COM-DKM
- zbieranie i analiza danych, prognozowanie i dystrybucja prognoz oraz ostrzeżeń hydrometeorologicznych dla jednostek sił morskich i sił sojuszniczych

## Dowództwo COM-DKM[1]
- dowódca – wiceadmirał Krzysztof Jaworski
- zastępca dowódcy – kontradmirał Wojciech Sowa
- szef Sztabu – kmdr Artur Kołaczyński

## Historia
W związku z koniecznością dostosowania struktur systemu dowodzenia Sił Zbrojnych RP do standardów i wymagań NATO, 1 lipca 2002 roku utworzono w Marynarce Wojennej Centrum Operacji Morskich (COM). COM powstało z połączenia istniejącego Stanowiska Dowodzenia Marynarki Wojennej (SD MW) wzmocnionego wydzielonymi strukturami Sztabu i Logistyki Marynarki Wojennej. W ciągu dwóch lat funkcjonowania zadania COM były rozszerzane i zmieniane, co w efekcie doprowadziło do gruntowniej restrukturyzacji jednostki, która miała miejsce 2004 roku. W lipcu 2004 COM osiągnęło gotowość operacyjną i przejęło pełne dowodzenie operacyjne nad siłami MW. Przez kolejnych 9 lat COM funkcjonowało w strukturach złożonych z dowództwa, dwóch pionów funkcyjnych (planowania operacji i działań bieżących) oraz sztabu. Z dniem 1 lipca 2013 roku rozbudowano struktury tworząc trzeci pion – rozpoznawczy. Wtedy też zmieniła się nazwa jednostki, poprzez rozszerzenie jej o nowy człon tj. „Dowództwo Komponentu Morskiego”, precyzujący charakter wykonywanych zadań. 1 stycznia 2014 roku weszła w życie reforma systemu dowodzenia i kierowania Siłami Zbrojnymi RP, w wyniku której ponownie przeformowano COM-DKM. Zmieniła się też podległość jednostki. Od 1 stycznia 2014 roku COM-DKM podlega bezpośrednio Dowódcy Operacyjnemu Rodzajów Sił Zbrojnych (DO RSZ). Od sierpnia 2010 do kwietnia 2018 jednostką dowodził wiceadmirał Stanisław Zarychta. W dniu 22 maja 2018 roku, od czasowo pełniącego obowiązki komandora Mariusza Kościelskiego obowiązki Dowódcy COM-DKM objął, dotychczasowy dowódca 3 Flotylli Okrętów kontradmirał Krzysztof Jaworski.

## Dowódcy
- wiceadmirał inż. Marian Prudzienica (2002-2004)
- admirał floty inż. Jędrzej Czajkowski (2004-2005)
- cz.p.o. kontradmirał inż. Adam Mazurek (2005)
- admirał floty inż. Marek Brągoszewski (2005-2007)
- kontradmirał mgr inż. Ryszard Demczuk (2007-2008)
- wiceadmirał inż. Jerzy Patz (2008–2010)
- wiceadmirał dr hab. inż. Stanisław Zarychta (2010–2018)
- cz.p.o. komandor Mariusz Kościelski (2018-2018)[3]
- wiceadmirał mgr inż. Krzysztof Jaworski (2018-)